# أرماند دي لاس كويفاس
أرماند دي لاس كويفاس (بالفرنسية: Armand de Las Cuevas)‏ مواليد 26 يونيو 1968 في تروا، هو دراج فرنسي سابق.

## سجل النتائج

### سباقات أو مراحل فازت بها
- طواف إيطاليا